# Eriocaulon dimorphopetalum
Eriocaulon dimorphopetalum är en gräsväxtart som beskrevs av Harold Norman Moldenke. Eriocaulon dimorphopetalum ingår i släktet Eriocaulon och familjen Eriocaulaceae. Inga underarter finns listade i Catalogue of Life.